# Aristida neglecta
Aristida neglecta är en gräsart som beskrevs av Hermano León och Albert Spear Hitchcock. Aristida neglecta ingår i släktet Aristida och familjen gräs.
Artens utbredningsområde är Kuba. Utöver nominatformen finns också underarten A. n. decumbens.